# Пајн Канјон (Калифорнија)
Пајн Канјон (енгл. Pine Canyon) насељено је место без административног статуса у америчкој савезној држави Калифорнија.

## Демографија
По попису из 2010. године број становника је 1.822.
| Група             | 2000.    | 2010.       |
| Белци             | 0 (0,0%) | 765 (42,0%) |
| Афроамериканци    | 0 (0,0%) | 29 (1,6%)   |
| Азијати           | 0 (0,0%) | 18 (1,0%)   |
| Хиспаноамериканци | 0 (0,0%) | 984 (54,0%) |
| Укупно            | 0        | 1.822       |